# Champigny-sur-Veude
Champigny-sur-Veude är en kommun i departementet Indre-et-Loire i regionen Centre-Val de Loire i de centrala delarna av Frankrike. Kommunen ligger i kantonen Richelieu som tillhör arrondissementet Chinon. År 2022 hade Champigny-sur-Veude 813 invånare.

## Befolkningsutveckling
Antalet invånare i kommunen Champigny-sur-Veude
Referens:INSEE